# Hydropsyche rakshakaha
Hydropsyche rakshakaha är en nattsländeart som beskrevs av Olah 1994. Hydropsyche rakshakaha ingår i släktet Hydropsyche och familjen ryssjenattsländor. Inga underarter finns listade i Catalogue of Life.